# Phileurus limicauda
Phileurus limicauda är en skalbaggsart som beskrevs av Heinrich Bernward Prell 1912. Phileurus limicauda ingår i släktet Phileurus och familjen Dynastidae. Inga underarter finns listade i Catalogue of Life.